# Grace Ayuba
Grace Ayuba, née le 3 novembre 2002, est une coureuse cycliste nigériane.

## Palmarès sur piste

### Championnats d'Afrique
- Le Caire 2021
  -  Championne d'Afrique de poursuite par équipes (avec Mary Sunday Samuel, Tawakalt Yekeen (de) et Ese Lovina Ukpeseraye)
- Abuja 2022
  -  Championne d'Afrique de vitesse par équipes (avec Tawakalt Yekeen (de) et Ese Lovina Ukpeseraye)
  -  Médaillée d'argent du 500 mètres
- Le Caire 2023
  -  Championne d'Afrique de vitesse par équipes (avec Tawakalt Yekeen (de) et Treasure Coxson)
- Le Caire 2024
  -  Médaillée d'argent de la vitesse par équipes
  -  Médaillée d'argent de la poursuite par équipes
- Le Caire 2025
  -  Médaillée d'argent de la vitesse par équipes
  -  Médaillée d'argent de la poursuite par équipes

## Classements mondiaux
| Année                                 | 2023  |
| ------------------------------------- | ----- |
| Classement UCI                        | 1395e |
|                                       |       |
| Légende : nc = non classéSource : UCI |       |